# 牛車水
牛車水是新加坡的唐人街，位于欧南园區，是該國历史上重要的华人聚集地，亦是當地的著名旅遊景點之一，以中葡式风格的店屋为主。

## 歷史
1330年，中国元代民间商人、航海家汪大渊到访淡马锡，记录了此地已存在华人社区。这是新加坡最古老的唐人街之一，也是最大的一个。
1819年，在英國人斯坦福·莱佛士登陸新加坡之前，中國勞工已在这片区域從事檳榔與胡椒的種植。此后，自中國移居的華人積水成淵，莱佛士索性把新加坡河西南部沿駁船碼頭（Boat Quay）一帶劃為華人居住區。那一时期，新加坡沒有自來水設備，用水都得用牛車自安祥山（Ann Siang Hill）和史必靈街（Spring Street）的水井汲水載來，於是這個以牛車載水供應用水的地區就被稱作牛車水。
1822年，斯坦福·莱佛士制定了新加坡第一个城市规划，其中就将牛车水定为华人居住区。此后随着新加坡的发展和人口的繁荣，牛车水变得过度拥挤，华人移民开始向新加坡的其他地区移居，1960年代開始組屋的大量修建才缓解了这一状况。
1927年3月12日，由國民黨左派帶領的遊行隊伍在牛車水警局前與警方發生衝突，造成六死14傷，史稱「牛車水事件」。

## 鄰近
- 芳林公园（Hong Lim Park）
- 丹戎巴葛（Tanjong Pagar），新加坡一個歷史區域。
- 克拉碼頭（Clarke Quay），著名不夜區，有不少酒吧餐廳及夜總會。
- 萊佛士坊（Raffles Place），新加坡商業地帶。

## 主要街道
- Amoy Street（厦门街），取自福建省港口城市厦门。「仙祖宫」创立于1868年，主祀「吕府仙祖」就坐落在厦门街。
- Ann Siang Road（安祥路），取自马六甲商人谢安祥（Chia Ann Siang）。
- Boon Tat Street（文达街）, 取自新加坡商人黄文达（Ong Boon Tat）。
- Club Street（客纳街），取自19世紀末至20世紀初的多間中式會館。
- Dickenson Hill Road（狄更生山路），取自殖民時期一位傳教士J. T. Dickenson。
- Erskine Road（厄士金路），取自19世紀一位英国殖民地商人Samuel Erskine。
- Eu Tong Sen Street（余东旋街），取自著名马来亚华商余东旋。
- Hokien Street（福建街），取自大部分新加坡华人祖籍的中国福建省。
- Jiak Chuan Road（若泉路）, 取自新加坡商人陳金聲（Tan Kim Seng）的孫子陳若泉。
- Keong Saik Road（恭錫路），取自马来亚商人陳恭錫（Tan Keong Saik）。
- McCallum Street（麦卡南街），取自殖民地官员Henry Edward McCallum少校。
- Mosque Street（摩士街），取自同区的詹美回教堂（Masjid Jamae）。
- Pagoda Street（宝塔街），取自詹美回教堂。
- Sago Street（碩莪街），取自當時的西米（Sago）粉廠。
- Smith Street（史密斯街），取自海峽殖民地總督史密斯爵士（Sir Cecil Clementi Smith）。
- Teck Lim Road（德霖路），取自华商黄德霖（Ong Teck Lim）。
- Telok Ayer Street（直落亚逸街），取自已消失的直落亞逸灣。天福宫与新加坡福建会馆就坐落在直落亚逸街。
- Temple Street（登婆街），取自同區的印度教馬里安曼廟（Sri Mariamman Temple）。

## 圖片

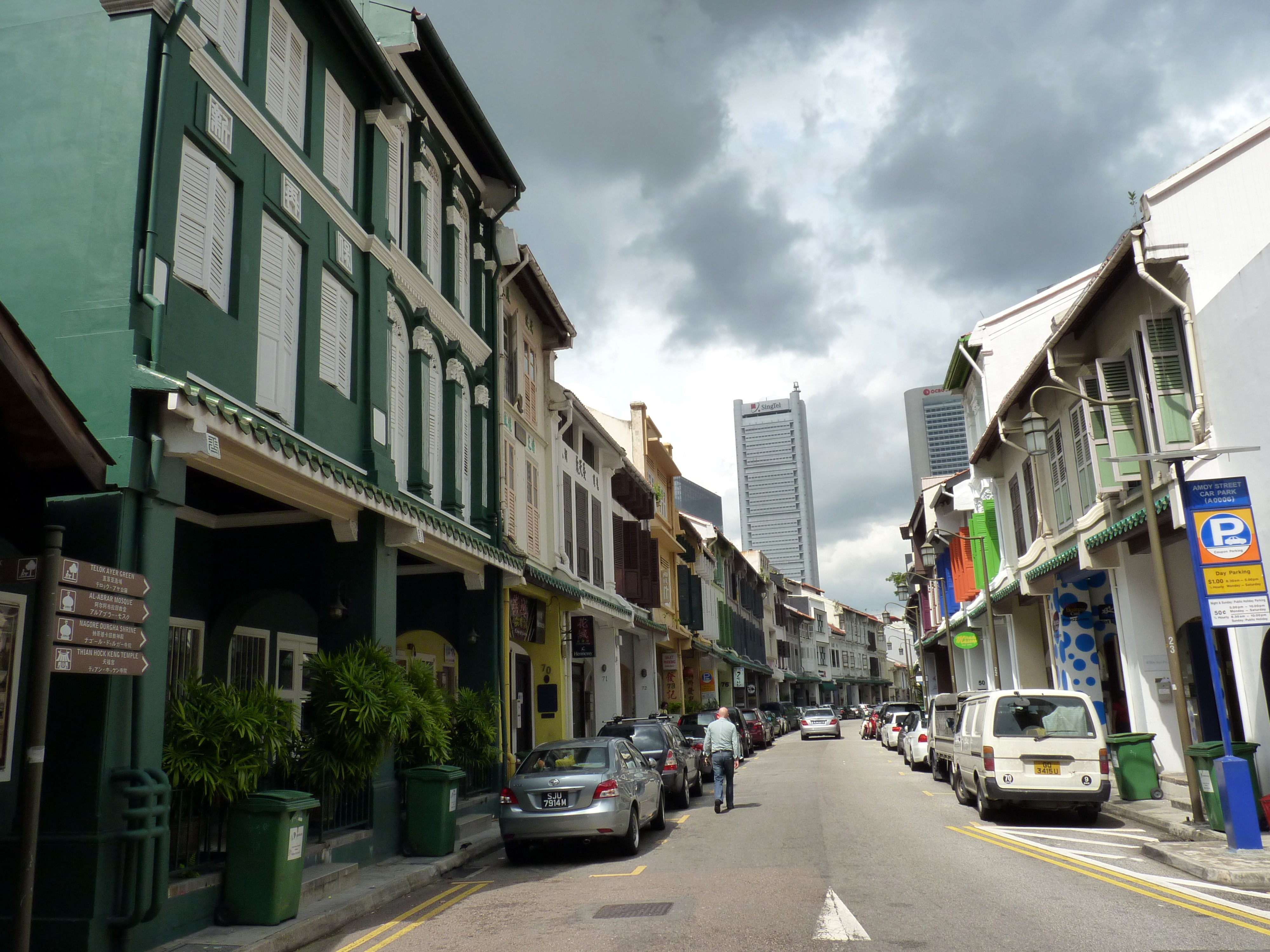
廈門街
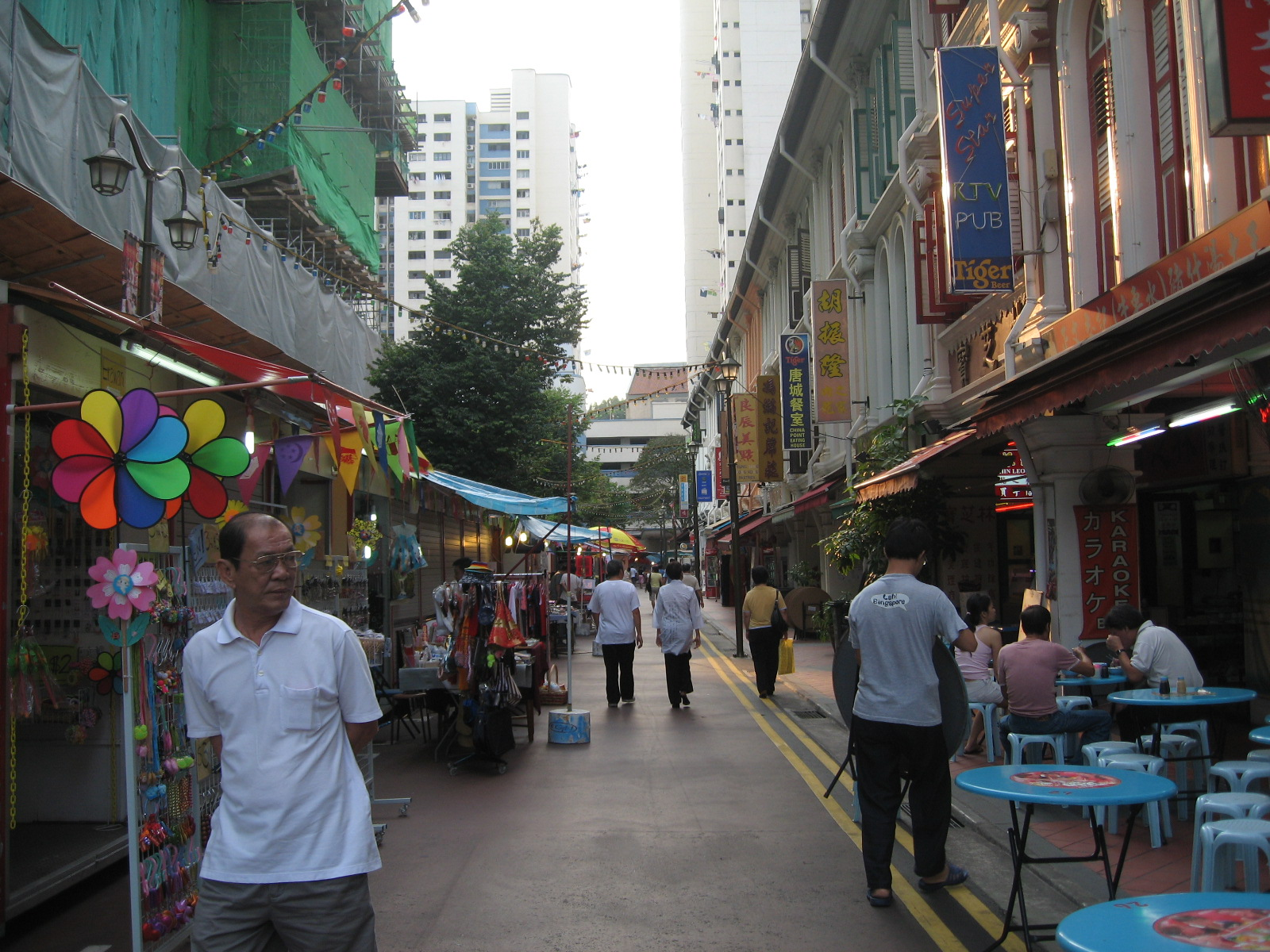
碩莪街
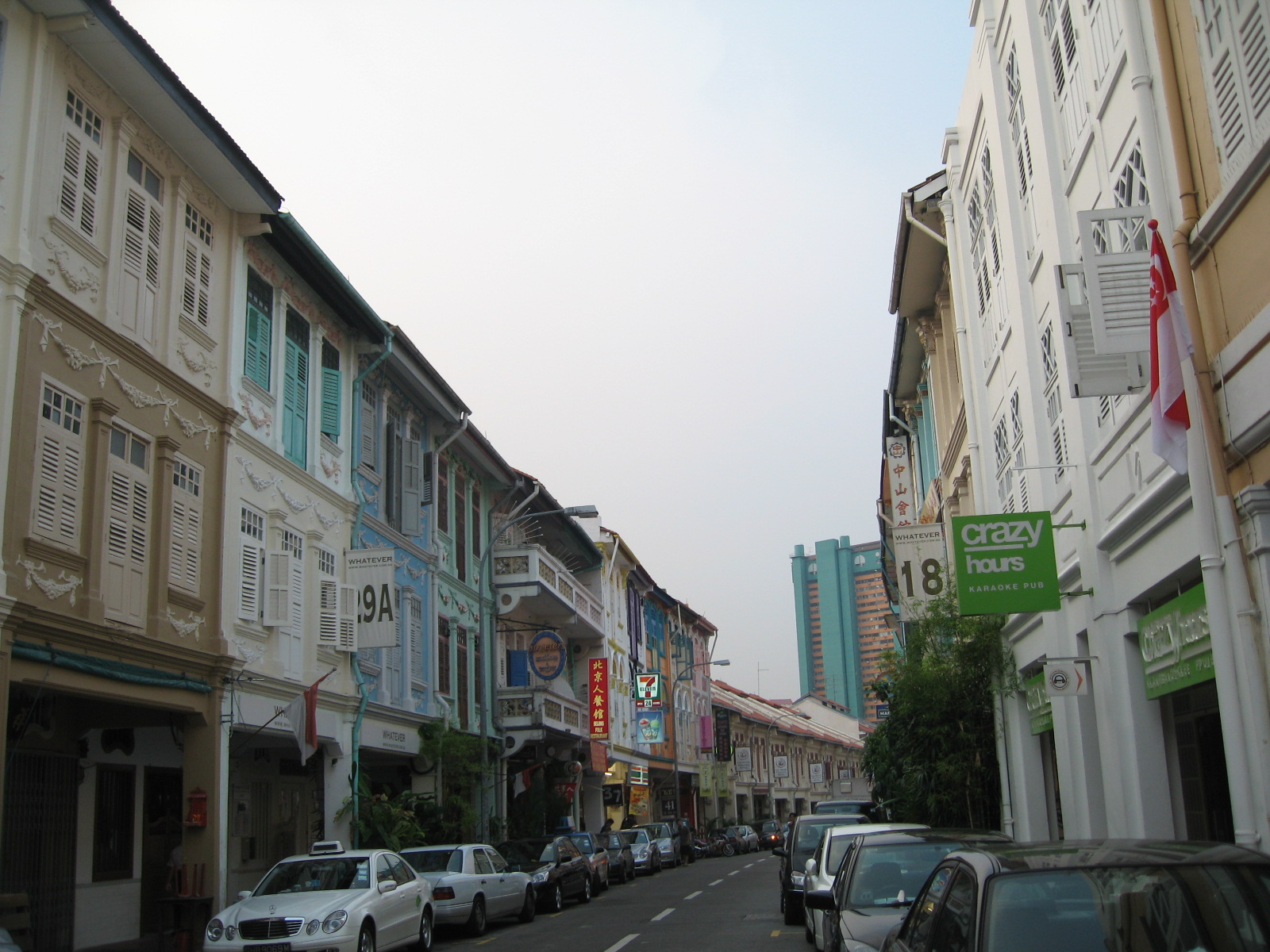
恭錫路

## 交通
- 牛車水地鐵站